# Juntos el corazón nunca se equivoca
Juntos el corazón nunca se equivoca est une telenovela mexicaine diffusée du 23 juin au 26 juillet 2019 sur Las Estrellas. C'est une série dérivée de Mi marido tiene familia. Cette telenovela aborde des thèmes comme l'homosexualité, la dépression, le harcèlement, le suicide et l'homophobie.

## Synopsis
Aristóteles Córcega et Cuauhtémoc López décident de quitter Oaxaca pour s'installer à Mexico pour leurs études universitaires. Ils s'installent dans un immeuble de la Roma tenu par Dora et Nora Ortega, deux femmes âgées célibataires, que seul vient voir leur frère Ubaldo, candidat au poste de gouverneur de la ville. Ce dernier cache au public ses difficultés familiales, avec son épouse Soledad et leur fils Diego. Diego décide de vivre avec Carlota Cervantes dans le même immeuble que Aris et Temo. Les parents de Carlota, Elsa et Olegario, sont en pleine séparation après le suicide brutal de leur fils aîné Andrés deux ans plus tôt.
Temo devra affronter les obstacles qui l'empêchent de poursuivre ses études et la profession dont il rêve, surtout avec l'apparition de Mateo, un camarade de cours et aussi de travail dans la campagne politique d'Ubaldo. De son côté, Aris débute à partir de rien et essaie de se faire connaître dans le monde de la musique avec l'appui de Thiago, un chanteur populaire à Mexico.
Malgré tout, Aris et Temo ont conscience qu'ensemble ils devront lutter contre les préjugés de la société mexicaine afin de pouvoir vivre pleinement leur histoire d'amour et prouver que le cœur ne se trompe jamais.

## Distribution
- Emilio Osorio : Aristóteles "Aris" Córcega Castañeda
- Joaquín Bondoni : Cuauhtémoc "Temo" López
- Arath de la Torre : Francisco "Pancho" López
- Leticia Calderón : Elsa Reynoso
- Sergio Sendel : Ubaldo Ortega
- Laura Flores : Soledad de Ortega
- Víctor González : Olegario Cervantes
- Helena Rojo : Dora Ortega
- Gabriela Platas : Amapola "Polita" Castañeda
- Nuria Bages : Nora Ortega
- Ale Müller : Carlota Cervantes Reynoso

## Diffusion
- Canal de las Estrellas (2019)

## Autres versions
- Mi marido tiene familia (Televisa, 2017-2019)

### Sources
- (es) Cet article est partiellement ou en totalité issu de l’article de Wikipédia en espagnol intitulé « Juntos el corazón nunca se equivoca » (voir la liste des auteurs).